# Smålands runinskrifter 71
Sm 71 är en vikingatida runsten av diabas i Norra Sandsjö prästgård, Norra Sandsjö socken och Nässjö kommun. 
Runsten av finkornig rödgrå granit är 2,4 m hög, 0,6 m bred och 0,4 m tjock. Ristning består av 7-12 cm höga runor, som är 5-6 cm breda och 0,1-0,3 cm djupt inhuggna.   
Restaurerad och uppmålad 1967. Uppmålad 1992.

## Inskriften
Translitterering av runraden:
× erinuorþr × let × reisa × stein × þena × eftiʀ × heka × faþur × sin × auk × heru × faþur : hans × auk × karl × hans × faþur ... × heru × hans × faþur × auk × þiagn × hans × faþur × auk × eftiʀ × þe × lagfaþrga × fem ×
Normalisering till runsvenska:
Ærinvarðr let ræisa stæin þenna æftiʀ Hægga, faður sinn, ok Hæru, faður hans, ok Karl, hans faður, [ok] Hæru, hans faður, ok Þiagn/Þegn, hans faður, ok æftiʀ þa langfæðrga fæm.
Översättning till nusvenska:
Ärinvard lät resa denna sten efter Hägge, sin fader, och Hära, hans fader, och Karl, hans fader, (och) Hära, hans fader, och Tegn, hans fader, (och) efter dessa fem förfäder.
Enligt Smålands runinskrifter är runstenen ovanlig genom att den nämner 6 generationer av samma släkt. Mansnamnet Tegn är vanligt på vikingatiden, det är ursprungligen ett tillnamn, identiskt med titeln tegn.